# Opisthopterus equatorialis
Opisthopterus equatorialis är en fiskart som beskrevs av Hildebrand, 1946. Opisthopterus equatorialis ingår i släktet Opisthopterus och familjen sillfiskar. IUCN kategoriserar arten globalt som livskraftig. Inga underarter finns listade i Catalogue of Life.